# ТГ (танк)
ТГ, «Танк Гроте» (іноді також трапляються позначення ТГ-1 і «Танк Гротто») — експериментальний радянський середній танк (через потужне озброєння в документах того часу часто проходив як «потужний середній танк»), створений 1931 року під керівництвом працюючого у той час в СРСР німецького інженера-конструктора Едварда Гроте. Танк відрізнявся використанням великої кількості оригінальних рішень та новаторських розробок та серйозно випереджав загальний рівень світового танкобудування того часу. Унаслідок високої ціни і загальної невідповідності радянської промисловості вимогам виробництва танка, ТГ не був прийнятий на озброєння та серійно не випускався. Однак досвід, накопичений при проектуванні машини, дозволив радянським конструкторам згодом приступити до проектування танка Т-35.

## Історія створення
На початку 1930-х років військово-політична обстановка вимагала від Радянського Союзу екстрених заходів для технічного переозброєння армії та виконання прийнятої Раднаркомом 1929 року програми оснащення збройних сил бронетехнікою. Однак відсутність в СРСР необхідної наукової бази і досвіду танкобудування сильно гальмувало проектування нових танків і не дозволяло створити проект повноцінної бойової машини. Після низки невдалих спроб розробки повністю вітчизняного проекту танка, було вирішено залучити фахівців з-за кордону, в першу чергу — з Німеччини.
У березні 1930 р. в СРСР прибула запрошена з Німеччини група фахівців на чолі з інженером Едвардом Гротте. Групі доручили розробку проектів перспективних танків для озброєння РСЧА. У квітні 1930 року групі Гротте було видано технічне завдання на проектування танка масою 18—20 тонн, бронюванням порядку 20 мм, швидкістю 35—40 км/год. Озброєння машини мали становити 76,2-мм і 37-мм гармати і 4—5 кулеметів. Всі інші параметри залишалися на розсуд німецьких інженерів. для проектування та побудови дослідної машини на Ленінградському заводі «Більшовик» було створено конструкторське бюро АВО-5, до складу якого, крім групи Гроте, увійшли також молоді радянські інженери, такі як М. В. Бариков, що стали згодом відомими розробниками радянської бронетехніки.
Середній танк отримав найменування ТГ (Танк Гротте). Розробка танка велася в обстановці суворої секретності. За проведенням робіт безпосередньо спостерігали представники РВС та уряду СРСР. Зокрема, 17 — 18 листопада 1930 року на завод «Більшовик» прибув сам К. Є. Ворошилов. Формально приводом відвідування була перевірка стану робіт з виробництва серійних танків, але головний інтерес у наркомвійськмора викликав саме прототип ТГ що збирався в той момент в окремому цеху. За результатами відвідування К. Ворошилов писав Й. В. Сталіну:
Готовність танка на сьогодні становить 85%. Залишилася незавершеною добудова моторної групи, коробки швидкостей і ряду додаткових агрегатів. Зразок виготовляється в спеціальній майстерні, де сьогодні зайнято близько 130 робітників та техніків.
Останнім часом споруда танка затримується через важку хворобу самого Е. Гротте, але наші інженери припускають, що 15 — 20 грудня дослідний зразок таки буде закінчено…

Однак через низку технічних труднощів дослідний зразок танка був виготовлений лише в квітні 1931 року. Тоді ж почалися випробування танка.
У разі позитивного висновку по прототипу, танк мав бути запущений в серійне виробництво з індексом ТГ-1. Для освоєння виробництва машини передбачалося виготовити 1931 року першу серію в кількості 50—75 танків, а 1932 року випустити та направити у війська до 2000 нових бойових машин.

## Опис конструкції
Танк ТГ являв собою середній танк класичної компоновки з триярусним комбінованим розташуванням гарматно-кулеметного озброєння та противкулевим бронюванням.

### Корпус і башта
Корпус і башта повністю зварні (вперше в світі). Форма корпусу та башти відрізнялася оригінальністю та новаторством — танк мав скошену носову частину з похилою установкою бронелистів, підбаштову рубку обтічної форми та напівсферичну башту. Цікаво, що по ряду даних корпус був водо-і газонепроникний. Спочатку планувалося, що підбаштова рубка також буде обертовою, однак через відсутність необхідного обладнання та досвіду погон рубки деформувався, і було вирішено виготовити зразок з необертовою рубкою. Тим не менше, згодом передбачалося усунути цей дефект та зробити обертову рубку.
Лобова броня корпусу тришарова, в особливо небезпечних місцях товщиною до 44 мм. Бронювання бортів досягало 24 мм, рубки і башти — 30 мм. У бортах корпусу і в лобовому листі підбаштової коробки були кульові опори для кулеметів.

### Озброєння
Танк ТГ мав безпрецедентно потужне для середнього танка того часу озброєння.
Основним озброєнням танка була 76,2-мм напівавтоматична гармата А-19 (ПС-19), найпотужніша танкова гармата в світі на той момент. А-19 була розроблена П. Сячінтовим з використанням 76,2-мм зенітної гармати зр. 1914/15 рр. (також відомої як зенітна гармата Лендера або Тарновського — Лендера). Через жорстко задані габарити гармату довелося радикально переробити. Основні зміни зводилися до наступного:
- гальмо відкату та накатник прибрані з-під ствола та розміщені праворуч та ліворуч від ствола;
- змінена конструкція люльки;
- встановлені спеціальний гільзозахоплювач та дульне гальмо конструкції Іванова.

Гармата розміщувалася на цапфах в лобовому листі підбаштової рубки танка. Завдяки напівавтоматичному заряджанню, скорострільність гармати становила 10—12 пострілів на хвилину, що в поєднанні з високою початковою швидкістю снаряда, рівній 588 м/с, робило її дійсно грізною зброєю. Під час випробувань гармата показала себе непогано, однак при веденні безперервної стрільби передбачена в проекті напівавтоматика часто відмовляла, що призводило до необхідності ручного разряжания. Боєкомплект гармати становив 50 пострілів.
Допоміжне артилерійське озброєння було представлено 37-мм гарматою великої потужності ПС-1, також розробленої П. Сячінтовим. Гармата встановлювалося в напівсферичній малій башті на даху рубки і мала круговий обстріл. Особливістю установки цієї гармати була можливість ведення з неї як наземної, так і зенітної стрільби. Завдяки великій довжині ствола, початкова швидкість снаряда становила 707 м/с. Боєкомплект гармати становив 80 пострілів.
Допоміжне озброєння складалося з п'яти 7,62-мм кулеметів — двох ДТ і трьох Максим. Кулемети ДТ розміщувалися в кульових установках в бортах корпусу, кулемети Максим — також в кульових установках по бортах й у кормі рубки. Боєкомплект кулеметів становив 2309 патронів в стрічках та дискових магазинах.
Таким чином, озброєння танка розміщувалося в три яруси (командирська башта з 37-мм гарматою, рубка з 76,2-мм гарматою і 3 кулеметами Максим, кулемети ДТ в бортах корпусу), що повинно було забезпечувати масований, щільний та ефективний вогонь у всіх напрямках.

### Прилади спостереження
Особливістю ТГ було використання як приладів спостереження танкових перископів. Для здійснення наводки гармат було два приціли, прикритих купольними стробоскопами зі щілинами шириною 0,5 мм, які оберталися назустріч один одному моторчиками зі швидкістю 400–500 об/хв. Такими ж перископами, лише дещо іншої конфігурації, були обладнані спостережна башточка командира на даху малої башти і три вікна механіка-водія в лобовому листі корпусу.

### Двигун та трансмісія
Спочатку передбачалося оснастити машину двигуном конструкції Гротте. Як і сам танк, двигун Гротте, розроблений спеціально для цього танка, відрізнявся великою оригінальністю та являв собою 8-циліндровий (два блоки по 4 циліндра, з'єднані картером) двигун повітряного охолодження потужністю 250 к. с. Особливою оригінальністю відрізнялися системи змащення й охолодження. Змащування проводилося окремо для кожного циліндра через сепаратори і мало спеціальні продувні камери, що встановлюються на роликових підшипниках (а не в бабітах, як у всіх моторах того часу). Укупі зі збірним колінчастим валом, це повинно було забезпечити дуже низький рівень шуму двигуна (нижче легкового автомобіля) і його високу надійність.
Однак саме з надійністю двигуна виникли основні проблеми. Оскільки до необхідного терміну усунути їх не встигли, на вже збудовану машину встановили авіаційний двигун М-6 потужністю 300 к. с. Це зажадало деякої переробки агрегатів танка, оскільки за габаритами М-6 був дещо більше двигуна Гроте. Зокрема, двигун довелося встановити в корпусі відкрито. Треба сказати, що двигун М-6 розглядався як тимчасовий захід — згодом передбачалося після доведення все ж таки встановити спроектований Гроте двигун та закрити його бронекапотом. Однак двигун Гроте так і не був доведений до прийнятного рівня надійності.
Трансмісія включала в себе дисковий головний фрикціон сухого тертя, коробку передач, бортові фрикціони, однорядні бортові редуктори. Коробка передач забезпечувала 4 передачі вперед і 4 назад при плавному перемиканні. Така конструкція КПП дозволяла танку рухатися вперед та назад з рівними швидкостями, що вважалося перевагою для швидкого виходу пошкодженого танка з бою. У конструкції коробки передач використовувалися шестерні з шевронним зачепленням.
Вельми оригінально було вирішено керування танком — замість звичних важелів використовувалася рукоятка-регулятор авіаційного типу. Повороти здійснювалися відповідним відхиленням рукоятки вправо-вліво. Використання пневматичних сервоприводів робило процес управління машиною надзвичайно легким.

### Ходова частина
Ходова частина стосовно до одного борту складалася з 5 опорних котків великого діаметра з вантажошинами та індивідуальною пружинною підвіскою з пневматичними амортизаторами, 4 підтримувальних роликів, переднього лінивця та ведучого колеса кормового розташування. Підресорювання опорних котків було виконано вельми ефективно та умовно поділялося на три рівні. Першим була індивідуальна пневматична підвіска з компресорними камерами, другий — індивідуальне підресорювання котків спіральними пружинами, третій — напівпневматичні шини типу «Еластик», якими забезпечувалися всі опорні котки. Все це надавало танку надзвичайно м'який хід.
Танк мав дуже м'які пневматичні гальма, якими забезпечувалися не лише ведучі колеса, але і всі опорні котки. Таким чином, гальма забезпечували гальмування як лише ведучих коліс (під час маневрів), так і екстрене гальмування на всі колеса борту (по команді водія або при обриві гусеничного ланцюга).
Дрібноланкова гусениця мала оригінальну конструкцію: траки кріпилися торцями до ланок роликових ланцюгів. Завдяки такій конструкції та використанню штампованих деталей, гусениця мала високий опір на розрив.
Цікаво, що конструкція ходової частини ТГ дозволяла на рівній та щільній поверхні вручну перекочувати танк з місця на місце силами кількох людей.
Ходова частина прикривалася бронеекранами. Для самовитягування на слабкому ґрунті на осях напрямних коліс могли кріпитися спеціальні «лапи».

### Додаткове обладнання
Передбачалася установка на танк радіостанції німецького типу.

### Екіпаж
Екіпаж танка складався з 5 осіб: командира танка (він же був навідником 37-мм гармати), водія, кулеметника, командира 76,2-мм гармати і заряджаючого. По одному з варіантів проекту, в рубці міг поміщатися ще один кулеметник.

## Випробування та бойове застосування

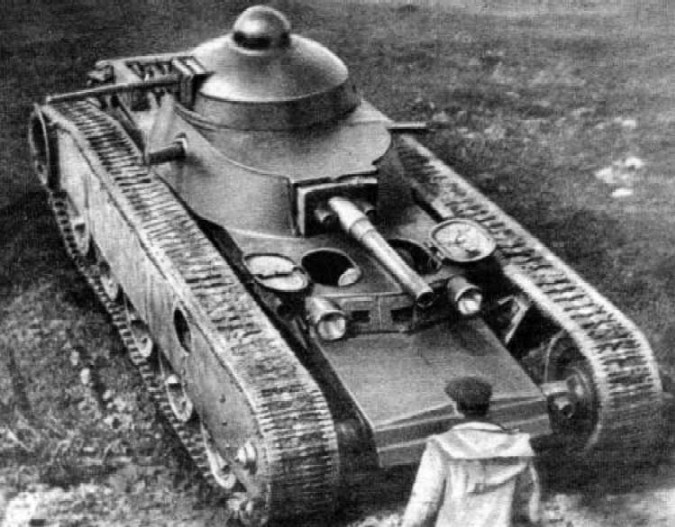
Танк Гротте ТГ під час полігонних випробувань. Вересень 1931 р.

З 27 червня по 1 жовтня 1931 дослідний екземпляр ТГ, виготовлений на заводі «Більшовик» до кінця квітня 1931 року, проходив ходові випробування.
Під час випробувань була досягнута максимальна швидкість руху танка 34 км/год. Танк показав непогану прохідність та маневреність. Добре зарекомендувала себе в роботі трансмісія ТГ, яка завдяки застосованим шевронним шестерням та кулачковим муфтам виявилася достатньо міцною та надійною, а використання пневматичних приводів робило процес управління надзвичайно легким, особливо для машини такої ваги. Правда, повітряні магістралі періодично виходили з ладу через погану якість гуми в ущільненнях.
Разом з тим було відзначено безліч конструктивних недоробок. Наприклад, розмірів бойового відділення рубки цілком вистачало для зручної стрільби з 76,2-мм гармати, але одночасна з цим стрільба з хоча б одного баштового кулемета була практично неможлива. Розміщення в одному картері КПП і бортових фрикціонів ускладнювало доступ до них під час ремонту та вело до перегріву всього вузла під час руху. Виявилася також незадовільна робота бортових гальм та недостатня ефективність гусениці на м'яких та в'язких ґрунтах в силу малої висоти гребенів гусениці.
4 жовтня 1931 за розпорядженням уряду СРСР була створена спеціальна комісія з ретельному вивченню Танка Гроте, можливостей усунення його недоліків та організації серійного виробництва. Ознайомившись з машиною та результатами випробувань, а також заслухавши доповідь конструктора, комісія прийняла наступне рішення:
Вважати, що танк ТГ в цьому виді є чисто експериментальним типом танка, на якому мають бути випробувані в роботі всі механізми, які мають практичний інтерес…
Після усунення технічних недоробок подальші роботи над танком були припинені, АВО-5 розформовано, а німецькі фахівці на чолі з Едвардом Гроте в серпні 1933 року покинули СРСР і повернулися до Німеччини. У другій половині 1931 — початку 1932 року проводилися роботи по створенню більш дешевих та простих у виробництві танків на базі ТГ, що призвели до розробки низки проектів, відомих як танки ТА.
Доля побудованого танка ТГ невідома. Після припинення робіт він був відправлений на зберігання на полігон в Кубинці, а потім — в ВАММ ім. Сталіна, де і перебував аж до початку Великої Вітчизняної війни. Найімовірніше, під час війни танк пішов у переплавку.

## Оцінка машини
За закладеним у конструкцію танка нововведень ТГ, безсумнівно, був дуже оригінальною та новаторською машиною, яка набагато перевершує загальний рівень світового танкобудування того часу. Він поєднував у собі найвищу для середнього танка того часу вогневу міць, хороші бронезахист та рухливість, плавність ходу і зручність роботи екіпажу. Управління механізації та моторизації РСЧА виявляло до ТГ заслужено великий інтерес, плануючи використати його як «танк далекої дії». Незважаючи на ряд технологічних складнощів, виробництво ТГ мали намір розгорнути на вітчизняних заводах. У разі успіху ТГ склав би серйозну конкуренцію середньому танку Т-28, який розроблявся паралельно. Варто особливо відзначити, що характер озброєння танка — дві гармати з високою початковою швидкістю снаряда — зумовлював основним завданням машини знищення ворожої бронетехніки, тобто фактично ТГ міг грати роль винищувача танків.
Однак ТГ занадто випередив свій час. Відмова від прийняття танка на озброєння була викликана не стільки низькою надійністю машини, відсутністю оригінального двигуна, або результатами вогневих випробувань (відомостей про які немає), скільки вкрай високою вартістю виробництва та загальною невідповідністю рівня розвитку технологій вітчизняної промисловості того періоду вимогам до точності виготовлення складних елементів конструкції ТГ (що і тягло за собою низьку надійність танка). Це означало неможливість серійного виробництва та швидкого задоволення потреб Червоної Армії в середніх танках, що в кінцевому результаті і визначило долю ТГ.
Разом з тим, під час робіт по створенню та випробуванням експериментального ТГ радянські конструктори набули великий досвід з конструювання машин такого класу. Багато технічних рішень були використані при розробці та виробництві нових вітчизняних танків, зокрема, Т-35.